# Leslie Gary Leal
Leslie Gary Leal (Bellingham, Washington, 18 de março de 1943) é um engenheiro estadunidense. É professor de química da Universidade da Califórnia em Santa Bárbara. Trabalha com hidrodinâmica.

## Obras
- Laminar Flow and Convective Transport Processes, Butterworth-Heinemann, Stoneham, Massachusetts, 1992
- Advanced Transport Phenomena: Fluid Mechanics and Convective Transport Processes, Cambridge University Press, 2007